# Neufchâteau (Bélgica)
Neufchâteau (Li Tchestea en valón) es un municipio valón de Bélgica localizado en la provincia de Luxemburgo. 
Este municipio tiene una superficie de 113.79 km² y una población de 7.699 habitantes (a 1 de enero de 2019), lo que representa una densidad de población de 67,7 habitantes por km².

## Geografía

### Secciones del municipio
El municipio comprende los antiguos municipios, que se fusionaron en 1977:
| - Neufchâteau - Grandvoir - Grapfontaine - Hamipré - Longlier - Tournay |

### Pueblos y aldeas del municipio
El municipio comprende los pueblos y aldeas de: Cousteumont, Fineuse, Gérimont, Harfontaine, Hosseuse, Lahérie, LeSart, Malome, Marbay, Massul, Molinfaing, MonIdée, Montplainchamps, Morival, Namoussart, Nolinfaing, Offaing, Petitvoir, Respelt, Semel, Tronquoy, Verlaine, y Warmifontaine.

## Historia

### Historia antigua
Se han encontrado en la zona un megalito neolítico de aproximadamente 2000 AC y  una necrópolis celta de entre los siglos V y II DC, atestiguando actividad humana temprana. También se han encontrado enterramientos galorromanos y una villa romana pequeña, mostrando una presencia alrededor del siglo II d. C. de una actividad agrícola menor.  La región estuvo utilizada en época carolingia como área de caza y la población permaneció escasa durante la Edad Media.  Un documento de 1 100 muestra que una de los muchas pequeñas aldeas del área, Semel, fue donada a la Abadía de Amdain (en la actualidad Abadía de Saint Hubert). En 1239, la misma aldea se menciona como parte del señorío de Neufchâteau, en el tiempo en que fue donada  a la abadía de Orval.  Como muchas de las áreas vecinas, el señorío de Neufchâteau era parte del Ducado de Luxemburgo.

### Desde elsigloXVIIhasta la actualidad

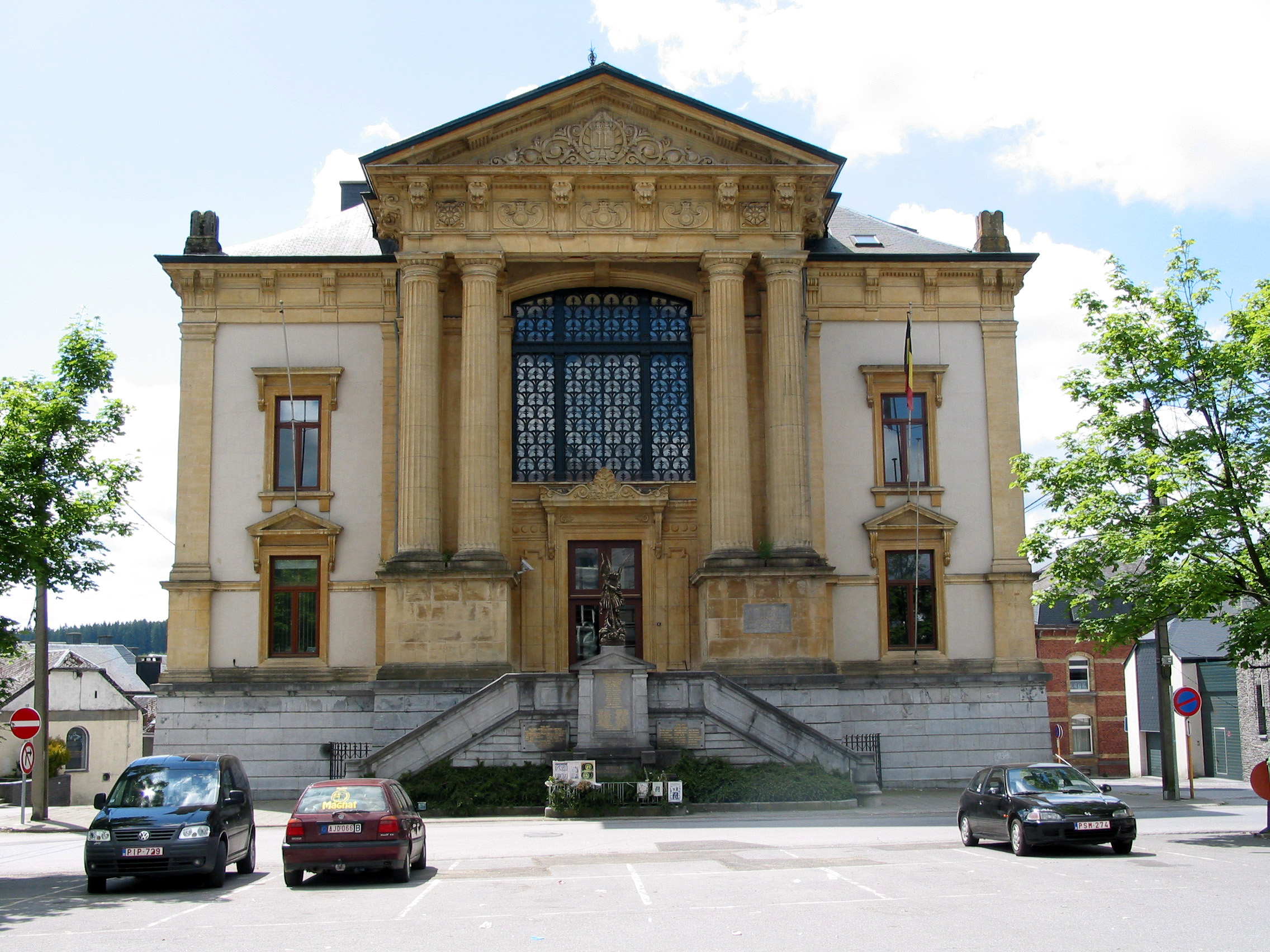
El juzgado.

Un documento importante sobre la historia de Neufchateau es el cuadro de 1609 titulado “LA TERRE ET PREVOSTEE DE NEVFCHASTEAV AVECQZ SES DESPENDENCES", actualmente conservado en los archivos de Arlon.  Esta pintura muestra la villa de  Neufchâteau dentro de sus murallas y al pie de su castillo , rodeada de un número de aldeas y pedanías. En la mitad del siglo XVII, las plagas y las guerras de Luis XIV diezmaron el área. Después de la  French Revolution y hasta1815, Neufchâteau fue la ciudad principal del antiguo département francés de Forêts. Durante la Primera Guerra Mundial, su gobernador, el Conde Hans von Blumenthal fue uno de los pocos militares alemanes que consiguió establecer una cierta relación con la población local, principalmente por su interés en la caza.  Las guerra en el área fue de todas maneras intensa como lo indica la muerte de más de 200 soldados en el primer mes de la guerra.

## Demografía

### Evolución
Todos los datos históricos relativos al actual municipio, el siguiente gráfico refleja su evolución demográfica, incluyendo municipios después de efectuada la fusión el 1 de enero de 1977.
| Gráfica de evolución demográfica de Neufchâteau entre 1846 y 2020 |
|                                                                   |

## Lugares de interés
- El ayuntamiento, el juzgado y la iglesia principal
- La torre Griffon, último vestigio del castillo medieval que dio el nombre a la ciudad
- El museo de la vida rural
- El lago Neufchâteau